# Carl Georg von Wächter
Carl Joseph Georg Sigismund von Wächter (24. december 1797 i Marbach – 15. januar 1880 i Leipzig) var en tysk jurist og politiker.
von Wächter aflagde 1818 statseksamen, blev 1819 ekstraordinær, 1822 ordentlig professor i Tübingen, samme år Dr. jur., 1833 ordentlig professor i Leipzig, 1836 på ny i Tübingen, universitetskansler og æresborger sammesteds, 1839—48 Præsident for det württembergske Kammer, Medlem af Forparlamentet, 1851 Heises efterfølger som præsident for overappellationsretten i Lübeck, 1852 på ny professor i Leipzig, æresborger sammesteds 1869, 1867 medlem af den konstituerende rigsdag for det nordtyske Forbund. Som politiker hyldede von Wächter en mådeholden liberalisme. Både som docent og dommer stod von Wächter i forreste linje; hans glimrende evner og hele vindende personlighed gav ham en position, som ikke blev nogen anden samtidig jurist til del. Jævnsides med von Wächters embedsgerning gik en forfattervirksomhed af fremragende betydning, navnlig på strafferettens og privatrettens område. Som retslærd stod von Wächter den historiske skole nær. Tidens filosofiske strømninger gled ham sporløst forbi; hans klare forstand og skarpe tanke var forenet med et ualmindelig praktisk blik.
Fortrinlige strafferetlige arbejder var von Wächters Lehrbuch des Römisch-Teutschen Strafrechts (I-II, 1825—26), Gemeines Recht Deutschland« insbesondere Gemeines Deutsches Strafrecht (1844), Beiträge zur Deutschen Geschichte, insbesondere zur Geschichte des Deutschen Strafrechts (1845) med interessante bidrag til vehmretternes og hekseprocessernes historie, den berømte Das königlich Sächsische und das Thüringsche Strafrecht (1857, ufuldendt), et af den tyske strafferetsvidenskabs ypperste værker, Beitrag zur Geschichte und Kritik der Entwurfe eines Strafgesetzbuches für den Norddeutschen Bund (1870), foruden en mængde større og mindre afhandlinger, anmeldelser og lignende. Af von Wächters privatretlige skrifter vakte Handbuch des im Königreiche Württemberg geltenden Privatrechts (I—II 1839, 1842, 1847 og 1851) almindelig beundring; hans Der Entwurf eines Bürgerlichen Gestezbuches für das Königreich Sachsen (1853) karakteriseres af Windscheid som et af von Wächters "mest glimrende" Værker. Endnu kan nævnes Erörterungen aus dem Römischen, Deutschen und Württembergischen Privatrechte (I—III, 1845—46),
akademiske programmer og lignende, og de mindre betydelige Pandekten (I—II, 1880—81), de sidste udgivne af hans søn, Oskar von Wächter, bekendt som juridisk forfatter og publicist. Von Wächter regnedes for sin tids største jurist. Han var Præsident for den første tyske Juristdag i Berlin 1860, en Ærespost, han gentagne Gange senere indtog.